# 誓約少女 〜祝砲の元に集いし戦姫たち〜
『誓約少女 〜祝砲の元に集いし戦姫たち〜』（せいやくしょうじょ しゅくほうのもとにつどいしせんきたち、英：Tales of Abbysus）は、中華人民共和国の北京巴別時代科技股份有限公司（Babeltime）が開発したスマートフォン用のアプリゲームである。

## 作品概要
Babeltimeの開発により中国大陸では2019年7月（2022年4月に終了）、日本では2020年4月（2023年8月に終了）から運営されている艦船擬人化3Dアクションゲーム『蒼藍の誓い ブルーオース』（簡体字『苍蓝誓约』）の姉妹作品。『ブルーオース』の日本版運営は香港のZephylusが行っているが、本作はBabeltimeの香港法人が直接運営している。ゲームジャンルは『ブルーオース』と異なりタワーディフェンス形式の戦闘を採り入れた放置系とされる。イメージキャラクターに東雲うみを起用している。

### リリース
日本では2022年3月から『オース×ガールズ 祝砲の下に集いし乙女たち』の仮題により断続的にAndroid限定のクローズドβテストを実施した後、10月26日にiOS/Androidでリリースされたが、2024年2月28日16時をもってサービスを終了した。繁体字（台湾・香港・マカオ）版も『Tales of Abyssus』の仮題によりβテストを行った後2023年5月24日にリリースされたが、内容は「お茶の擬人化」に変わっておりゲームタイトルも「茶の戀姬」になっている。また英語版もβテストを行っているが、オーストラリアではオーストラリア等級審査委員会（ACB）の公的審査において「性的」「薬物」の2点が審査基準に違反しているとして発禁処分となった。Babeltimeが所在する中国大陸では政府審査を通過しておらず、リリースの目処が立っていない。

## 世界観
『ブルーオース』と同じブルースフィアが舞台とされているが、前作では異星からの侵略者に対峙することが目的であったのに対して本作では「溟海」と呼ばれる領域により居住範囲を脅かされた人類が戦姫を指揮してその拡大を防ぎ、封印することが目的とされている。
擬人化キャラクターの「戦姫」は前作のデザインを踏襲したものと全くの別デザインになったものが混在しており、前作から引き続き登場している戦姫であってもキャストは一新されている。

## 戦姫
| 艦種     | 艦名                           | 声優         | 備考                   |
| -------- | ------------------------------ | ------------ | ---------------------- |
| 戦艦     | 初瀬                           | 杉山里穂     |                        |
| 戦艦     | 金剛                           | 愛原ありさ   |                        |
| 戦艦     | 比叡                           | 山本亜衣     |                        |
| 戦艦     | 扶桑                           | 佐藤みゆ希   | 事前登録20万人突破報酬 |
| 戦艦     | 山城                           | 柚木尚子     |                        |
| 戦艦     | 日向                           | 北島瑞月     |                        |
| 戦艦     | ワシントン                     | 山田麻莉奈   |                        |
| 戦艦     | ウォースパイト                 | 杉山里穂     |                        |
| 戦艦     | キング・ジョージ5世            | 山本亜衣     |                        |
| 戦艦     | デューク・オブ・ヨーク         | 古川未央那   |                        |
| 戦艦     | ハウ                           | 古川未央那   |                        |
| 戦艦     | レナウン                       | 山本綾       |                        |
| 戦艦     | レパルス                       | 山本綾       |                        |
| 戦艦     | フッド                         | 喜多村英梨   |                        |
| 戦艦     | ネルソン                       | 八木橋敏慧   |                        |
| 戦艦     | ロドニー                       | 八木橋敏慧   |                        |
| 戦艦     | モルトケ                       | 山根綺       |                        |
| 戦艦     | ゲーベン                       | 山根綺       |                        |
| 戦艦     | リュッツオウ                   | 長谷川玲奈   |                        |
| 戦艦     | 溟海のフッド                   | 古川未央那   | フッドとは別の存在     |
| 空母     | 鳳翔                           | 八木橋敏慧   |                        |
| 空母     | 龍驤                           | ことりゆめこ |                        |
| 空母     | 赤城                           | 高橋李依     |                        |
| 空母     | 加賀                           | 高橋李依     |                        |
| 空母     | 翔鶴                           | 井上麻里奈   |                        |
| 空母     | 瑞鶴                           | 中村桜       |                        |
| 空母     | 大鳳                           | 芹澤優       |                        |
| 空母     | レキシントン                   | 原奈津子     |                        |
| 空母     | サラトガ                       | 八木橋敏慧   |                        |
| 空母     | ヨークタウン                   | 白城なお     |                        |
| 空母     | ホーネット                     | 柚木尚子     |                        |
| 空母     | プリンストン                   | 山本亜衣     |                        |
| 空母     | アーク・ロイヤル               | 北島瑞月     |                        |
| 空母     | イラストリアス                 | 久保田梨沙   |                        |
| 空母     | ヴィクトリアス                 | 長谷川玲奈   |                        |
| 空母     | ユニコーン                     | 原奈津子     |                        |
| 空母     | ハーミーズ                     | 中村桜       |                        |
| 空母     | ペーター・シュトラッサー       | 八木橋敏慧   |                        |
| 重巡洋艦 | 妙高                           | 芹澤優       |                        |
| 重巡洋艦 | 羽黒                           | 長谷川玲奈   |                        |
| 重巡洋艦 | 高雄                           | 井上麻里奈   |                        |
| 重巡洋艦 | 愛宕                           | 井上麻里奈   |                        |
| 重巡洋艦 | 鳥海                           | 長谷川玲奈   |                        |
| 重巡洋艦 | ポートランド                   | 土師亜文     |                        |
| 重巡洋艦 | ドイッチュラント               | 八木橋敏慧   |                        |
| 重巡洋艦 | アドミラル・グラーフ・シュペー | 土師亜文     |                        |
| 重巡洋艦 | プリンツ・オイゲン             | 久保田梨沙   |                        |
| 重巡洋艦 | ザラ                           | 邑上鈴歌     |                        |
| 重巡洋艦 | フィウメ                       | 邑上鈴歌     |                        |
| 軽巡洋艦 | 夕張                           | 神山裕紀     |                        |
| 軽巡洋艦 | 川内                           | 北島瑞月     |                        |
| 軽巡洋艦 | 神通                           | 愛原ありさ   |                        |
| 軽巡洋艦 | 阿賀野                         | 田中         |                        |
| 軽巡洋艦 | ヘレナ                         | 喜多村英梨   |                        |
| 軽巡洋艦 | ベルファスト                   | 中村桜       |                        |
| 軽巡洋艦 | シリアス                       | 邑上鈴歌     |                        |
| 軽巡洋艦 | キーロフ                       | 佐藤みゆ希   |                        |
| 軽巡洋艦 | 寧海                           | 八木橋敏慧   |                        |
| 軽巡洋艦 | 平海                           | 杉山里穂     |                        |
| 駆逐艦   | 吹雪                           | 久保田梨沙   |                        |
| 駆逐艦   | 響                             | 柚希尚子     |                        |
| 駆逐艦   | 夕立                           | 喜多村英梨   |                        |
| 駆逐艦   | 風雲                           | 田中         |                        |
| 駆逐艦   | 涼月                           | 高橋李依     |                        |
| 駆逐艦   | 春月                           | 愛原ありさ   |                        |
| 駆逐艦   | フレッチャー                   | 佐藤みゆ希   |                        |
| 駆逐艦   | ニコラス                       | 北島瑞月     |                        |
| 駆逐艦   | グローウォーム                 | 山田麻莉奈   |                        |
| 駆逐艦   | Z1                             | 山本綾       |                        |
| 駆逐艦   | Z3                             | 原奈津子     |                        |
| 駆逐艦   | Z18                            | 山根綺       |                        |
| 駆逐艦   | Z46                            | 白城なお     |                        |
| 駆逐艦   | ル・ファンタスク               | 芹澤優       |                        |
| 駆逐艦   | ル・トリオンファン             | ことりゆめこ |                        |
| 駆逐艦   | ヴォルタ                       | 長谷川玲奈   |                        |